# Gymnastikos Syllogos Doxa Dramas
Il Gymnastikos Syllogos Doxa Dramas (in greco: Γυμναστικός Σύλλογος Δόξα Δράμας), noto semplicemente come Doxa Drama, è una società calcistica greca con sede nella città di Drama, nella regione della Macedonia orientale e Tracia. Milita nel campionato regionale di Drama, quarta divisione del campionato greco di calcio.
Vive una rivalità con l'altra squadra cittadina, il Pandramaikos.
Fondata nel 1918 con il nome di Peleus, cambiò nome in Doxa ("gloria") nel 1919. La divisa ufficiale prevede maglia, calzoncini e calzettoni neri con i bordi bianchi. Sulla maglia compare il simbolo della società, un'aquila nera all'interno di un cerchio bianco recante la data di fondazione. Da qui il soprannome della squadra, mavraetì (Μαυραετοί), che significa le "aquile nere". Il nome Doxa, che in greco significa "gloria", andrebbe seguito dal nome della città al genitivo, quindi Dramas ("di Drama").
Il Doxa Drama è una delle più gloriose "provinciali" del calcio ellenico, avendo partecipato a numerosi campionati di massima serie greca. Membro fondatore del campionato di massima serie greca, ha ottenuto quale miglior piazzamento nella divisione di vertice nazionale il sesto posto nella prima stagione a girone unico, nel 1959-1960. Non ha conquistato alcun titolo, ma conta 21 stagioni in massima serie e ha disputato tre volte la finale di Coppa di Grecia (1953-1954, 1957-1958 e 1958-1959) tutte e tre le volte contro l'Olympiakos, finendo sempre sconfitta.

## Storia
Il club fu costituito nel 1918 con il nome di Peleus e cambiò nome in Doxa ("gloria") nel 1919. Esordì battendo per 3-0 il Kavala.
Negli anni '50 raggiunse per tre volte la finale di Coppa di Grecia (1953-1954, 1957-1958 e 1958-1959), uscendone sempre sconfitta dall'Olympiacos.
Dopo una serie di problemi amministrativi, nel 1999 fu retrocessa per la prima volta nella quarta serie greca, la Delta Ethniki. Nel 2008-2009 vinse il campionato di Gamma Ethniki, la terza serie nazionale, ottenendo il primato nel girone Nord e, dopo undici anni, tornò a disputare il campionato di Beta Ethniki, la Serie B greca. Raggiunse nel 2009-2010 la salvezza, piazzandosi quattordicesima al termine della stagione regolare e tredicesima dopo i play-out.
Nel 2010-2011, grazie al quinto posto, tornò in massima divisione dopo sedici anni, ma la retrocessione in seconda divisione fu poi immediata, a causa del sedicesimo posto del 2011-2012. Dopo due altri anni di militanza in seconda serie, cadde in terza serie al termine dell'annata 2013-2014. Dal 2014 al 2017 si piazzò quarta, terza e seconda in terza divisione, guadagnando il ritorno in serie cadetta. Nel 2017-2018 è arrivato il quinto posto.

## Palmarès

### Competizioni nazionali
- Campionato di Beta Ethniki: 2

1978-1979, 1987-1988
- Campionato di Gamma Ethniki: 1

2008-2009
- Delta Ethniki: 1

2002-2003 (gruppo 1)

### Competizioni regionali
- Campionato settentrionale: 3

1956-1957, 1957-1958, 1958-1959

### Altri piazzamenti
- Gamma Ethniki:

Secondo posto: 2016-2017 (gruppo 1)
Terzo posto: 2015-2016 (gruppo 1)
- Delta Ethniki:

Terzo posto: 2000-2001 (gruppo 4)
- Coppa di Grecia:

Finalista: 1953-1954, 1957-1958, 1958-1959
Semifinalista: 1951-1952, 1954-1955, 1960-1961

## Record e statistiche
- Partecipazioni alla Alpha Ethniki/Souper Ligka Ellada: 21

## Organico

### Rosa 2018-2019
Aggiornata al 21 gennaio 2019.
| N. |                    | Ruolo | Calciatore                    |
| -- | ------------------ | ----- | ----------------------------- |
| 1  | Albania (bandiera) | P     | Orestis Menka                 |
| 2  | Grecia (bandiera)  | D     | Chrysostomos Revythopoulos    |
| 3  | Grecia (bandiera)  | D     | Stavros Petavrakis (capitano) |
| 5  | Grecia (bandiera)  | D     | Vangelis Andreou              |
| 6  | Grecia (bandiera)  | C     | Michalis Avgenikou            |
| 7  | Grecia (bandiera)  | A     | Tasos Krītikos                |
| 8  | Brasile (bandiera) | C     | Rogério Martins               |
| 9  | Grecia (bandiera)  | A     | Kōnstantinos Doumtsios        |
| 10 | Guinea (bandiera)  | C     | Alhassane Soumah              |
| 19 | Grecia (bandiera)  | A     | Nikos Sampanidis              |
| 20 | Spagna (bandiera)  | C     | Álex Cruz                     |
| 21 | Grecia (bandiera)  | D     | Dimitris Siopis               |

| N. |                      | Ruolo | Calciatore            |
| -- | -------------------- | ----- | --------------------- |
| 22 | Argentina (bandiera) | A     | Jonathan Casasola     |
| 23 | Grecia (bandiera)    | D     | Stelios Kapsalis      |
| 28 | Spagna (bandiera)    | A     | Salva Chamorro        |
| 32 | Grecia (bandiera)    | C     | Stergios Paraskevas   |
| 33 | Grecia (bandiera)    | C     | Kaloudis Lemonis      |
| 34 | Turchia (bandiera)   | C     | Deniz Baykara         |
| 44 | Grecia (bandiera)    | D     | Kōnstantinos Rougalas |
| 54 | Grecia (bandiera)    | C     | Giōrgos Makrīs        |
| 71 | Grecia (bandiera)    | P     | Michalis Iliadis      |
| 80 | Grecia (bandiera)    | C     | Manolis Patralis      |
| 89 | Grecia (bandiera)    | D     | Vasilios Vosniadis    |
|    | Grecia (bandiera)    | P     | Theodoros Lampiris    |

### Stagioni passate
- stagione 2010-2011